# Mabel Gardiner Hubbard
Mabel Gardiner Hubbard, née le 25 novembre 1857 à Cambridge dans le Massachusetts et morte le 3 janvier 1923 à Chevy Chase dans le Maryland, est une femme d'affaires américaine, fille de l'avocat Gardiner Greene Hubbard et épouse d'Alexander Graham Bell.
Sourde dès l'âge de 5 ans, Bell aurait inventé, d'après la légende, le téléphone pour tenter de régler ses problèmes de surdité.

## Biographie

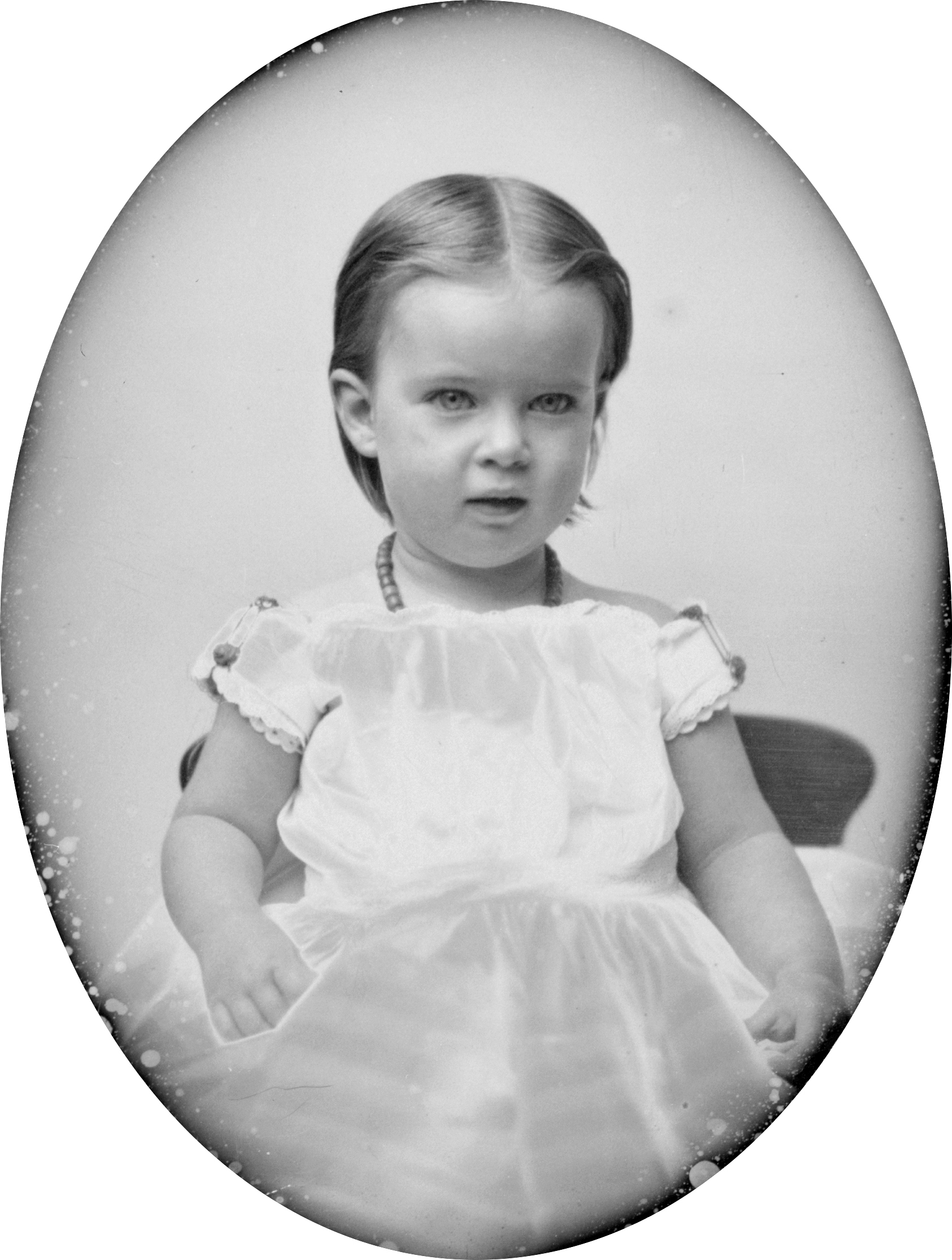
Mabel Hubbard Gardiner Bell petite fille, vers 1860

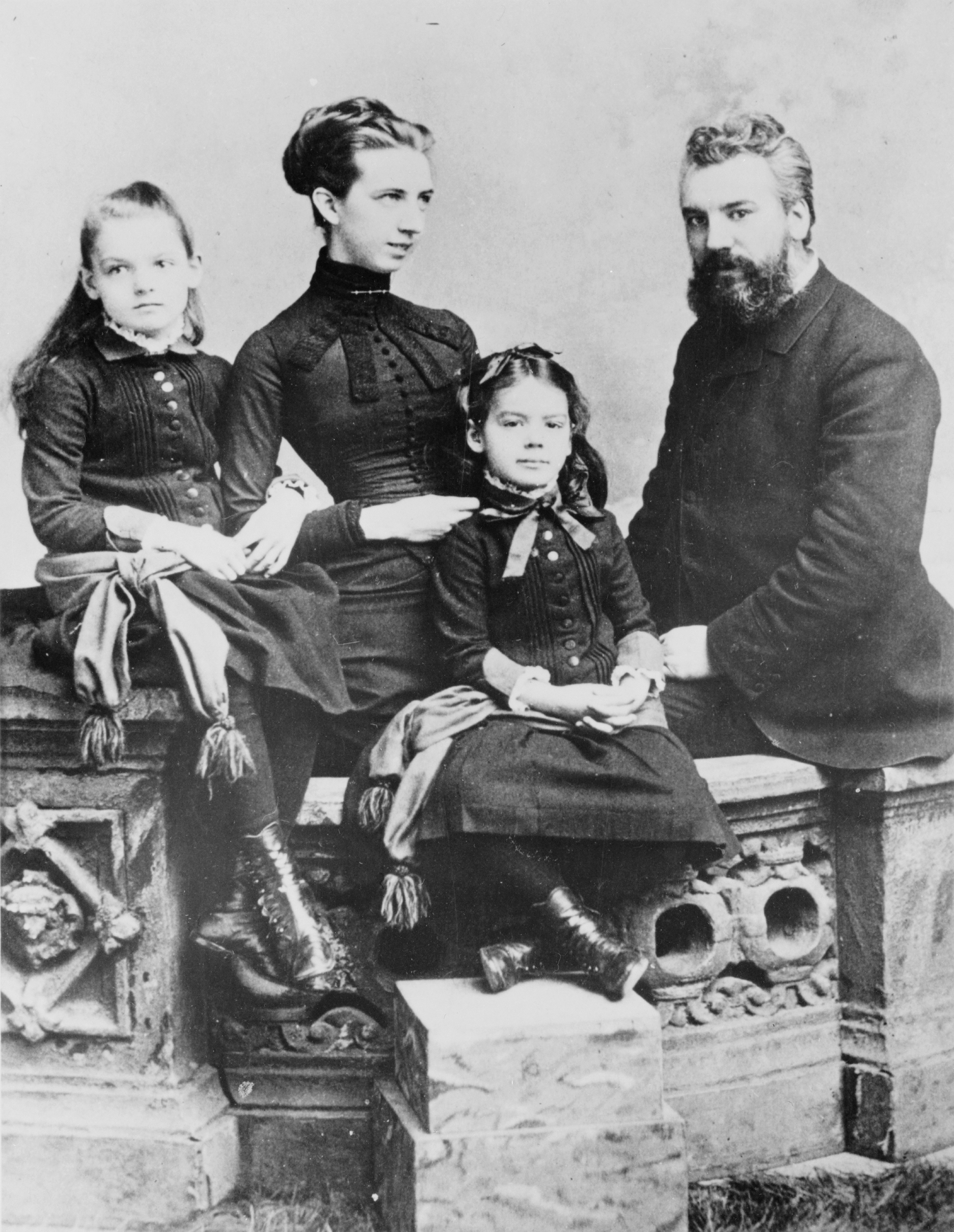
Mabel Gardiner Hubbard avec son mari Alexander Graham Bell et leurs filles Elsie (à gauche) et Marian en 1885

Elle perd l'audition en 1862 à la suite de la scarlatine. La maladie lui a aussi détruit l'oreille interne, ce qui toute sa vie lui rendra l'équilibre difficile.
En 1867, sur son inspiration, son père fonde la Clarke Schools for Hearing and Speech, une école pour les sourds. Elle y apprend ainsi à parler et à lire sur les lèvres dans plusieurs langues. Elle devient l'un des premiers enfants sourds à enseigner à lire et à parler, à la fois, sur les lèvres, ce qui lui permet, chose très rare à l'époque, de s'intégrer dans la société.
Elle rencontre Graham Bell en 1873 et ils se marient le 11 juillet 1877. Le couple aura quatre enfants : deux filles, Elsie May Bell (1878–1964) et Marian Hubbard Bell (1880–1962) et deux garçons, Edward (1881) et Robert (1883), morts peu de temps après leur naissance.
Actionnaire dans la Bell Telephone Company fondée par son père avec Graham Bell le 9 juillet 1877 et qui deviendra la American Telephone & Telegraph, elle se fait le mécène d'inventions aéronautiques et investit des sommes importantes dans la recherche pour le plus lourd que l'air. Elle fonde la Aerial Experimental Association sous le patronage de son mari et donne une bonne partie de sa fortune pour cette fondation. Elle participe alors activement aux débats scientifiques de Mécanique du vol.
Après le décès de Graham Bell en 1922, elle perd progressivement la vue. Elle meurt d'un cancer du pancréas chez sa fille Marian, moins d'un an après son mari. Elle est inhumée avec lui dans leur résidence de Beinn Bhreagh.

## Œuvres
- Speech-reading, 1894
- Further Contributions to the Study of that Subtitle Art which May Inable One with an Observant Eie to Heare what Any Man Speaks by the Moving of the Lips, 1894
- L'art subtil de la lecture sur les lèvres, 1896
- The Story of the Rise of the Oral Method in America as Told in the Writings of the Late Hon, 1898
- Just an Incident : Being a Story Founded on Fact, 1913

## Hommage
L'île Mabel dans l'archipel François-Joseph a été nommée en son honneur.